# Muang Gnômmalat
Muang Gnômmalat är ett distrikt i Laos.   Det ligger i provinsen Khammuan, i den centrala delen av landet, 270 km öster om huvudstaden Vientiane.